# 関東二十日会
関東二十日会（かんとうはつかかい）は、1972年（昭和47年）に結成された関東地方に本部を置く博徒系暴力団の親睦連絡組織。マフィアにおける“コミッション”と同じ性質のものと捉えられている。前身は関東会。

## 来歴

### 関東会
1963年12月21日、松葉会、錦政会、住吉会、日本国粋会、義人党、東声会、および北星会が、右翼活動家・児玉誉士夫の提唱する「関東会」に参加。
同日、関東会の結成披露が熱海のつるやホテルで行われ、藤田卯一郎が関東会初代理事長に就任。児玉誉士夫らが1961年に結成した青年思想研究会（略称は青思会）常任諮問委員・平井義一元衆議院議員、青思会諮問委員・白井為雄、青思会常任実行委員・中村武彦、青思会常任実行委員・奥戸足百、松葉会顧問・関根賢、および三代目並木一家・並木量次郎総長が出席した。
同年12月下旬、関東会加盟7団体の名で、「自民党は即時派閥抗争を中止せよ」と題する警告文を自民党衆参両議院200名に出した。これを受けて自民党衆議院議員・池田正之輔はこの警告文を激しく非難し、自民党の治安対策特別委員会でも議題に取り上げられた。これは暴力団が連帯して政治に介入してきた初めての事件だった。河野一郎派を除く衆議院議員と参議院議員は「関東会からの警告文は児玉誉士夫と親しい河野一郎を擁護するものだ」と判断し、検察と警察当局に関東会壊滅を指示した。
1964年6月20日、港区芝公園で関東会定例総会が行われた。初代理事長藤田卯一郎に代わり磧上義光が二代目理事長に就任した。しかし、6月24日には磧上は逮捕された。
1965年1月24日、芝浦の料亭「芝浦園」で、森田政治らの動議により関東会は解散宣言を行った。

### 関東二十日会
1972年3月、松葉会大幹部・永作捨己と稲川会・石井隆匡理事長が話し合い、松葉会幹部と稲川会幹部との食事会が行われることになった。その後、東京向島の料亭「桜茶屋」で、松葉会幹部と稲川会幹部との食事会が開催された。
その後、國粹会から稲川会に國粹会幹部と稲川会幹部との食事会の提案がなされ、開催された。そして住吉連合会・堀政夫総裁から稲川会に、住吉連合会幹部と稲川会幹部との食事会の提案がなされ、住吉連合会幹部と稲川会幹部の食事会が開催された。
同年10月20日、向島の料亭「桜茶屋」で、稲川会、國粹会、東亜会、交和会、義人党、住吉会、松葉会、二率会、双愛会が参加し、博徒系暴力団の親睦団体・関東二十日会が結成された。結成日が20日だったことから、会の名前は関東二十日会とされた。
関東二十日会は毎月の当番の暴力団を決め、毎月20日午後6時から当番月の暴力団が決めた場所で、会合を持つようになった。暴力団抗争事件が起ると、当番月の暴力団が抗争の仲裁に当たることになった。
1984年、稲川会・稲川聖城会長は、稲川会事務局長・田中敬に、関東二十日会と的屋組織との親睦会を開催するよう指示した。田中住吉連合会事務局長・佐藤吉郎を通じて、堀政夫に協力を要請した。堀は、極東三浦連合会・松山眞一総長、極東三浦連合会最高顧問・大山光一、極東三浦連合会・池田亨一会長と話し合い、1984年2月14日に関東二十日会と的屋組織との会合を行うことが決まった。
同年2月14日午後1時30分、東京都新宿区の京王プラザホテル42階の「藤の間」で、関東二十日会30人と神農会（飯島連合会、姉ヶ崎連合会、極東関口会、極東三浦連合会など関東の100数十団体の的屋の親睦会）33人との「合同食事会」が行われた。稲川会からは稲川聖城、稲川会本部長・長谷川春治、稲川会副理事長・森田祥生、稲川会常任理事長・森泉人、田中敬の5人が出席した。会食に先立ち、堀政夫が挨拶を行った。乾杯の音頭は田中敬がとった。
以後、毎年2月に関東二十日会と関東神農同志会との「合同食事会」が開かれるようになった。
1992年（平成4年）2月、義人党が解散。
1994年、交和会が稲川会入りし、稲川会興和一家となった。
2005年9月、國粹会が関東二十日会を脱退した。

## 関東会歴代理事長
- 関東会初代（1963年12月21日〜1964年6月20日） - 藤田 卯一郎（松葉会初代会長）
- 関東会二代目（1964年6月20日〜1965年1月） - 磧上義光（住吉会初代会長、住吉一家五代目総長）